# Бердик (Армения)
Бердик (арм. Բերդիկ) — село в Араратской области Армении. Основано в 1831 году.

## География
Село расположено в западной части марза, на расстоянии 6 километров к северу от города Арташат, административного центра области. Абсолютная высота — 860 метров над уровнем моря.
Климат
Климат характеризуется как семиаридный (BSk в классификации климатов Кёппена).

## Население
Иван Шопен отмечал, что согласно сведениям из "Камерального описания", составленного в 1829-1831 годах, в селе Бузаванд-Ахунди Гарнибасарского магала Эриванской провинции проживало 137 человек, из которых 102 - мусульмане ("мюгаммедане"), и 35 - армяне, переселившиеся из Персии после заключения Туркманчайского договора (1828) сторонами Русско-персидской войны (1826—1828).
По данным «Сборника сведений о Кавказе» за 1880 год в селе Ахунд-Бузованд Эриванского уезда по сведениям 1873 года было 35 дворов и проживало 210человек, в основном азербайджанцев (указаны как «татары»), которые были шиитами.
По данным Кавказского календаря на 1912 год, в селе Ахунд-Бзованд Эриванского уезда проживало 348 человек, в основном азербайджанцев, указанных как «татары».
| Год переписи | Население          | Население          | Население          | Население            | Население            | Население            |
| Год переписи | Наличное население | Наличное население | Наличное население | Постоянное население | Постоянное население | Постоянное население |
| Год переписи | Всего              | Мужчины            | Женщины            | Всего                | Мужчины              | Женщины              |
| ------------ | ------------------ | ------------------ | ------------------ | -------------------- | -------------------- | -------------------- |
| 2001         | 812                | 393                | 419                | 917                  | 443                  | 474                  |
| 2011         | 734                | 351                | 383                | 776                  | 378                  | 398                  |

| Год  | Численность | Численность |
| ---- | ----------- | ----------- |
| 1831 | 137         | [ 12 ]      |
| 1897 | 341         | [ 12 ]      |
| 1926 | 172         | [ 12 ]      |
| 1939 | 273         | [ 12 ]      |
| 1959 | 622         | [ 12 ]      |
| 1970 | 736         | [ 12 ]      |
| 1979 | 790         | [ 12 ]      |
| 1989 | 1049        | [ 13 ]      |
| 2001 | 917         | [ 12 ]      |
| 2011 | 776         | [ 14 ]      |